# Love (film)
Love – dramat erotyczny produkcji francusko-belgijskiej z 2015 roku w reżyserii Gaspara Noé. Premiera filmu odbyła się na 68. MFF w Cannes.

## Fabuła
Film opowiada o związku Murphy′ego (Glusman), studenta szkoły filmowej, i jego dziewczyny Electry (Muyock). Związek tych dwojga rozpadł się po dwóch latach wskutek zdrady Murphy′ego z Omi (Kristin), która zaszła z nim w ciążę. W deszczowy noworoczny ranek do mężczyzny dzwoni matka Electry, Nora, zaniepokojona brakiem wiadomości od córki, wcześniej przejawiającej tendencje samobójcze. Przez resztę dnia Murphy wspomina wypełniony seksem, czułością i używaniem narkotyków związek z Electrą. 

## Obsada
- Karl Glusman jako Murphy
- Aomi Muyock jako Electra
- Klara Kristin jako Omi
- Juan Saavedra jako Julio
- Gaspar Noé jako właściciel galerii sztuki

## Zdjęcia
Film został zrealizowany w 3D.

## Recenzje
Film otrzymał przeciętne oceny recenzentów, uzyskując średnią 54% na Metacritic.